# Reinhard von Dalwigk (Abt)
Reinhard von Dalwigk († 1369 in Erfurt) war von 1360 bis zu seinem Tod Fürstabt von Corvey.

## Leben
Reinhard von Dalwigk entstammte der corveyischen Ministerialenfamilie Adelsfamilie Dalwigk. Im Unterschied zu seinem mittelbaren Vorgänger Dietrich von Dalwigk war sein eigenes Abbatiat weniger erfolgreich. So fielen im Jahre 1363 Mitglieder des adligen Sternerbundes in Corveyer Territorium ein, so dass er zur Deckung der Kosten stiftischen Besitz verpfänden oder veräußern musste. 1366 schloss er daraufhin einen Schutzvertrag mit dem Paderborner Bischof Heinrich von Spiegel zum Desenberg, der jedoch für das Stift wenig vorteilhaft ausfiel.
Aufgrund seiner Misserfolge zog er sich in seinen letzten Regierungsjahren nach Erfurt zurück. Sein überlieferter Wahlspruch lautete entsprechend: „Prälaten sind selten glücklich. Wenn Du erwägest die Sorgen, die vielerlei großen Gefahren, glaub’ denn – glaube es mir – selten froh wird ein Prälat!“